# Gemma Craven
Gemma Craven, född 1 juni 1950 i Dublin, Irland, är en brittisk skådespelare och sångare.
Hennes familj flyttade till England när Gemma var tio år gammal.
För svensk TV-publik mest känd från Dennis Potters TV-miniserie Pennies from Heaven (1978) och TV-serien East Lynne (1982). Bland hennes filmer märks Glasskon och rosen (1976) och The Last Bus Home (1997).

## Filmografi (urval)
- 1997 – The Last Bus Home
- 1982 - East Lynne (TV-serie)
- 1978 - Pennies from Heaven (TV-serie)
- 1976 – Glasskon och rosen